# Mallota curvigaster
Mallota curvigaster är en tvåvingeart som först beskrevs av Macquart 1842.  Mallota curvigaster ingår i släktet hålblomflugor, och familjen blomflugor. Inga underarter finns listade i Catalogue of Life.